# Krf
Krf (staro i novogrčki: Κέρκυρα, Kérkyra, latinski: Corcyra) je grčki otok u Jonskom moru. To je najsjeverniji grčki otok koji je odvojen od obale Albanije tjesnacem širokim 3 km u najužem i 23 km u najširem dijelu.
Na Krfu postoji međunarodna zračna luka kao i sveučilište, na kojem se podučavaju povijest, glazba, jezik kao i bibliotekarstvo i arhiviranje. Krf se ubraja među najbogatije regije u Grčkoj. Glavno mjesto otoka je grad Krf.
Prema grčkoj mitologiji, otok je dobio ime po kćeri riječnog boga Asopa, nimfi Kerkiri, koju je oteo Posejdon. U Homerovoj Odiseji čitamo da je Odisej ovdje našao sklonište na kraju svojih lutanja, gdje su ga ugostili kralj Alkinoj i njegova kćerka Nausikaja.
U usporedbi s ostalim dijelovima Grčke, zbog svoje vrlo bujne vegetacije Grci su ovaj otok nazvali i "Zeleni otok".

## Povijest

### Mitologija
Grčko ime Kerkira (Kerkyra) otok je dobio prema predanju o nimfi Kerkiri, koju je bog mora Posejdon donio na ovaj otok. Feakas (Phaiakas), dijete iz ove veze, je bio praotac Feačana, jednog gostoprimljivog naroda, koji je prihvatio junaka Odiseja na njegovom putovanju za Itaku.

### Prapovijest
Povećavanjem površine mora, Krf je prije oko 9000 godina odvojen od kopna. Lovci i sakupljači naselili su ovaj otok u neolitiku. U brončano doba, otok je iznova naseljen.

### Antika
Grčki naseljenici iz Eretrije u 8. stoljeću pr. Kr. osnovali su prvi grad na otoku i nazvali su ga prema njihovoj boginji Kerkuri (Kérkura, Corcyra) odnosno (Kérkyra). Krajem 7. stoljeća pr. Kr. kolonisti iz Korinta preuzeli su vlast nad otokom. U jednoj velikoj pomorskoj bitki, Kerkiri je pošlo za rukom da se oslobodi prevlasti Korintćana. Kerkira je potom postala morska sila.
Godine 480. pr. Kr. Krf je predstavljao drugu po jačini flotu Grčke. Međutim 60 brodova koje su imali, nije aktivno sudjelovalo u ratu protiv Perzijanaca. Povjesničar Tukidid (Thukydides) smatra da je prvenstveno konflikt između Krfa i Korinta radi grada Epidamnosa, kao i pružen savez Atene Krfu, jedan od glavnih povoda za izbijanje Peloponeskog rata.
U 4. stoljeću pr. Kr. Krfljani su pokazali pretenzije i na području kopna. Pod svojom vlašću svojevremeno su držali Butrint, i važan polis Haones (lat. Chaones).
U helenističko doba (od 300. godine pr. Kr.) nezavisnosti Krfa zaprijetila je opasnost. Otok su napadali pljačkaši iz Sirakuze. Podržali su ih makedonski kraljevi koje su slijedili ilirski pirati. Otok su koristili za pljačkanje rimskih trgovačkih brodova.
U toku rata Rimljana protiv ilirske kraljice Teute, Krf je postao prva rimska provincija u Grčkoj. Kasnije Krf postaje dio rimske provincije Makedonije, a u doba cara Augusta dodijeljen je provinciji Epir.
U 3. stoljeću, stanovnici Krfa poprimaju kršćanstvo.

### Srednji vijek
Od 395. godine Krf je podjelom Rimskog Carstva pripao Istočnom Rimskom Carstvu. Otok su osvajali Saraćani, a u 11. stoljeću osvojio ga je normanski hercog Robert Guiscard. Tijekom 4. križarskog rata, poslije 1204. godine, Krf dospijeva pod vlast epirskih despota. 1267. godine ga osvaja kraljevina Napulj, a u 14. stoljeću preuzima ga Republika Venecija. Na otoku se utjecaji zapadno-feudalne kulture i domaće grčko-pravoslavne tradicije spajaju u jednu samostalnu kulturu.

### Novo doba
Od 16. do 18. stoljeća povijest Krfa se vezuje za stalne ratove protiv Turaka. Oni su često pljačkali otok, međutim stara tvrđava i Angelókastro su ga uspjeli obraniti. Venećani su naredili odstranjivanje mnogih vinograda, a potom naredili uzgajanje maslina. Po padu Republike Venecije, Francuska je preuzela sve Jonske otoke pod svoju vlast 1797. godine. Kratko vrijeme, od (1798. – 1807.) Krf je bio ruski protektorat. A potom ponovno slijedi francuski period sve do 1814. godine.
Godine 1815. Krf je ušao u sastav Sjedinjenih Država Jonskih Otoka republike pod engleskim protektoratom. U britansko vrijeme vladavine izgrađen je veliki dio moderne infrastrukture, kao što je 700 km duga ulična mreža, koja se broji među najgušće u cijeloj Grčkoj. 21. svibnja 1864. Krf je proglašen za dio Grčke.
Tijekom Prvog svjetskog rata Krf je bio 1916./1917. sjedište srpske vlade u progonstvu, a 1917. godine tu je potpisana "Krfska deklaracija" kojim je zaključeno stvaranje Jugoslavije.
Tijekom svog boravka na otoku veliki broj srpskih vojnika je umro od umora, nedostatka hrane i raznih bolesti. Veliki broj njih je sahranjen na moru oko malog otoka Vido. To područje Srbi nazivaju Plava Grobnica. Na otoku se nalazi spomenik zahvale grčkom narodu, koji su podigli zahvalni Srbi. Veliki broj Srba i danas živi na otoku.
U Drugom svjetskom ratu Krf su teško bombardirali Italija, a zatim i Njemačka i pritom ga poprilično uništili. Gestapo je odveo otočne Židove s otoka u Auschwitz, gdje ih je mali broj preživio. i danas se jedan dio starog grada Krfa naziva Evraiki (Εβραική) što znači židovsko predgrađe kao zahvala Židovima u doprinosu kojem su dali gradu Krfu.

## Turizam
Mnogim turistima Krf je omiljena odrednica. Otok posjeduje dosta hotela i mjesta za kampiranje. Glavne turističke struje, u vrhuncu sezone, dolaze iz susjedne Italije. Od travnja do listopada otvoren je međunarodno poznati golf teren.
Pored uobičajene turističke gastronomije, otok posjeduje dosta domaćih, tradicionalnih taverni.
Vrh brda Pantokratora zimi je uglavnom prekriven snijegom, a na njemu se nalazi i meteorološka stanica. Iz zapadnoeuropskih zemalja tijekom sezone ima dosta krajnje jeftinih letova (Lastminute) tako da je u tom razdoblju teže pronaći dobar smještaj.
Krf je otok prepun prirodnih kao i društvenih ljepota. Ima vrlo dobre plaže i vidikovce. Nalazi se na zapadu Grčke i najsjeverniji je otok u Jonskom moru. Sam grad je poznat po dvije tvrđave i starom gradu smještenom između njih. Najbliži otoci su Paksos, Lefkada, Itaka, Kefalonija i Zakintos.

### Spomenici i znamenitosti
- Ahileon, Careva Vila Elizabeta Austrijska (Sisi), koja je rado boravila na Krfu
- Manastir Pondikonissi na tzv. "Mišjem otoku"
- Uvala s manastirom od Palaiokastritsa
- Pješačke staze prema Pantokratoru s tradicionalnom tavernom 3 km prije vrha
- Glifadina plaža
- Najstarije selo na otoku Palaia Peritheia
- Otok Vido (Vidos) nalazi se točno preko puta grada Krfa. Tu se nalazi srpski ratni mauzolej iz Prvog svjetskog rata, u kojem je sahranjeno 3.000 srpskih vojnika, a u moru oko otoka, (Plava grobnica), počiva još oko 20.000 Srba.

## Poznate osobe
- Lujo pl. Matutinović, hrv. general u Napoleonovoj vojsci, rodio se na Krfu[1]

## Zemljopis

### Popis općina
| Općine                                        | Broj stanovnika1 | YPES-broj | Sjedište                | Poštanski broj | Pozivni broj |
| --------------------------------------------- | ---------------- | --------- | ----------------------- | -------------- | ------------ |
| Gradske općine (dími)                         |                  |           |                         |                |              |
| Achiliis (Δήμος Αχιλλείων)                    | 10.319           | 2602      | Vrioni                  | 490 84         | 26610-39     |
| Agios Georgios (Δήμος Αγίου Γεωργίου)         | 4.958            | 2601      | Agros                   | 490 83         | 26630-7      |
| Krf (Κέρκυρα / Δήμος Κερκυραίων)              | 39.387           | 2607      | Krf                     | 491 00         | 26610        |
| Esperii (Δήμος Εσπερίων)                      | 8.136            | 2604      | Velonades               | 490 81         | 26630-7      |
| Feakes (Δήμος Φαιάκων)                        | 6.488            | 2616      | Ypsos                   | 490 83         | 26610-97     |
| Kassiopi (Δήμος Κασσωπαίων)                   | 2.787            | 2606      | Kassiopi                | 491 00         | 26630-91     |
| Korissi (Δήμος Κορισσίων)                     | 5.206            | 2608      | Argyrades Kerkyras      | 490 80         | 26620-5      |
| Lefkimmi (Δήμος Λευκιμμαίων)                  | 6.704            | 2609      | Lefkimmi                | 490 80         | 26620-2      |
| Melitiis (Δήμος Μελιτειέων)                   | 6.690            | 2611      | Moraitika               | 490 81         | 26610-7      |
| Palaiokastritsa (Δήμος Παλαιοκαστριτών)       | 4.395            | 2613      | Palaiokastritsa Lakonon | 490 83         | 26630-4      |
| Parelioi (Δήμος Παρελίων)                     | 7.197            | 2615      | Kokkini                 | 491 00         | 26610-9      |
| Paxi (Δήμος Παξών)2                           | 2.438            | 2614      | Gaios                   | 490 82         | 26620-3      |
| Thinalion (Δήμος Θιναλίων)                    | 5.512            | 2605      | Acharavi (Αχαράβη)      | 491 00         | 26630-63     |
| Seoske općine (kinótites)                     |                  |           |                         |                |              |
| Erikoussa (Ερεικούσα / Κοινότητα Ερεικούσσης) | 698              | 2603      | Erikoussa               | 491 00         | 26630-7      |
| Mathraki (Μαθράκι / Κοινότητα Μαθρακίου)      | 297              | 2610      | Mathraki                | 491 00         | 26630-71     |
| Othoni (Οθωνοί / Κοινότητα Οθωνών)            | 663              | 2612      | Othoni                  | 491 00         | 26630-71     |
| Ukupno                                        | 111.975          |           |                         |                |              |

1 stanje 2001.

2 Pored otoka Paxi (Παξοί) obuhvaća i otok Antipaxi (Αντίπαξοι).

### Vrijeme
| Vremenske prognoze   | Sij. | Velj. | Ožu. | Tra. | Svi. | Lip. | Sro. | Kol. | Ruj. | Lis. | Stu. | Pro. |
| Ø Sunčanih dana/sati | 4    | 5     | 7    | 7    | 9    | 10   | 12   | 11   | 9    | 6    | 4    | 2    |
| Zrak [°C]            | 14   | 15    | 16   | 19   | 23   | 28   | 31   | 32   | 28   | 23   | 19   | 16   |
| Voda [°C]            | 13   | 13    | 14   | 15   | 18   | 22   | 23   | 24   | 23   | 21   | 17   | 14   |
| Ø Kišnih dana        | 13   | 11    | 9    | 7    | 5    | 2    | 1    | 1    | 5    | 9    | 12   | 15   |

### Aktualna vremenska prognoza
- Vremenska prognoza

## Vanjske poveznice
- Službena stranica (grč.)
- Detaljna povijest otoka